# Vanesa Calvino Casilda
Vanesa Calvino Casilda (Madrid, 1978) es una investigadora y doctora en Ciencias Químicas española.

## Trayectoria profesional
Se licenció en Ciencias Químicas en el año 2002. Fue alumna de la catedrática de química inorgánica Maria Ziólek como estudiante de Erasmus en la Facultad de Ciencias de la Universidad Adam Mickiewicz de Poznań en Polonia, durante el curso académico 2004-05 y posteriormente se tituló como Doctora Europea en Ciencias Químicas por la UNED en 2008.
Realizó su tesis doctoral, Química fina y sostenibilidad: aplicaciones de carbones activados y óxidos metálicos con propiedades básicas como soportes catalíticos: síntesis eco-eficiente de productos de alto valor añadido dirigida por Antonio José López Peinado y Rosa María Martín Aranda.
Los productos obtenidos a partir de las reacciones estudiadas son de gran interés en la industria farmacéutica y muy comercializados.

### Docencia
Comenzó su labor docente con un contrato postdoctoral en 2014, en el departamento de Química Inorgánica y Química Técnica de la Facultad de Ciencias de la UNED, donde también inició sus investigaciones. Durante el período 2014-2017, formó parte del equipo docente de varios departamentos en el Grado en Química de la UNED y también impartió clases en el Máster Universitario en Ciencia y Tecnología Química de la UNED, el Máster en Formación del Profesorado en la especialidad de Física y Química y en el Máster de Relaciones Laborales de la UNED. Asimismo, se encargó de la coordinación de un proyecto de redes de innovación docente (2015-2016) y dirigió varias tesis doctorales. A partir de 2017 continuó la docencia como profesora ayudante doctora y contratada doctora en el Departamento de Ingeniería Eléctrica, Electrónica, Control, Telemática y Química aplicada a la Ingeniería. Es en la actualidad profesora titular en la UNED.

### Investigación
Sus líneas de investigación se centran en los campos de la Química verde (o Química Sostenible), Química fina, catálisis heterogénea e intensificación de procesos químicos.  Trabajó durante seis años en el Instituto de Catálisis y Petroleoquímica del CSIC. Ha realizado estancias en diferentes centros de investigación y universidades, la Universidad Adam Mickiewicz en Poznan (Polonia), el Instituto Heyrovski de Química-Física en Praga (República Checa), el centro de investigación CINDECA en La Plata (Argentina) y la Universidad de Twente (Holanda), entre otros.
Como investigadora orientada a la Química Sostenible, se dedica principalmente al diseño de procesos químicos para la síntesis eco-eficiente de productos de alto valor añadido, utilizando catalizadores heterogéneos y tecnologías sostenibles (con ausencia de disolventes, condiciones más suaves de reacción, reactivos menos tóxicos, etc). Estos estudios los complementa utilizando técnicas espectroscópicas para controlar y corregir en tiempo real los procesos, minimizar las pérdidas económicas, maximizar la pureza y calidad del producto, y determinar el momento preciso del punto final de la reacción, con el consiguiente ahorro energético y control de los riesgos químicos asociados a estos procesos. La finalidad de las líneas de investigación en las que trabaja es optimizar los procesos químicos industriales protegiendo y respetando la salud, la seguridad y el medioambiente.
Durante su trayectoria investigadora ha colaborado con diferentes centros de investigación y universidades en diversos proyectos de investigación de convocatoria competitiva y ha publicado sus trabajos en revistas indexadas en JCR y en congresos nacionales e internacionales. En el extranjero, en la Universidad Adam Mickiewicz (Poznan, Polonia, 2005), el instituto Heyrovsky de Química Física (Praga, 2006), el centro de investigación CINDECA (La Plata, Argentina, 2008), la Universidad de Twente (Holanda, 2011) y la empresa PerkinElmer (Londres, 2009). En España, trabajó como investigadora en el Instituto de Catálisis y Petroleoquímica del Consejo Superior de Investigaciones Científicas (CSIC) (2008-2013) con el equipo formado por Rosa Mª Martín Aranda, Antonio José López Peinado y Miguel Ángel Bañares.

### Divulgación científica y otras actividades
Vanesa Calvino ha participado en numerosos proyectos regionales, nacionales, internacionales y empresariales. Es autora de más de 50 artículos, participado en una docena de libros y diversas publicaciones en libros de congresos y más de un centenar de comunicaciones.
Es una persona muy implicada en la divulgación científica, participando en actividades como la Semana de la Ciencia, Colarte-UNED dentro del proyecto FECYT para el fomento de la creatividad y la vocación científica "Esto me huele a Ciencia", etc. En este sentido también realiza publicaciones en revistas como 100cias@uned, Ambiente y Medio UNED, Boletín de la Sociedad Española del Carbón, entre otras.
Es autora de 2 patentesː
- Proceso catalítico de producción de nitrilos a partir de alcoholes, (2009) junto a Miguel Ángel Bañares González y María Olga Guerrero Pérez.[12]

- Catalizadores jerárquicamente organizados mediante Nanodispersión por vía seca, (2012) con José Francisco Fernández Lozano, Fernando Rubio Marcos y Miguel Ángel Bañares González.[13][14]

## Obra
- María Jesús Ávila Rey, Vanesa Calvino Casilda, Antonio José López Peinado. Introducción a la radioquímica. Universidad Nacional de Educación a Distancia, 2018. 9788436271560
- Editora de un número especial de la revista Catalysis Today y del libro “Nanocatalysis: Applications and Technologies” (CRC Press, Taylor & Francis Group).

## Premios y reconocimientos
Formó parte del equipo de investigación del catedrático de química Antonio J. López Peinado y en 2004 recibieron el premio al mejor trabajo presentado sobre "Innovación Tecnológica en Química Verde" en la 6th Internacional Green Chemistry Conference, celebrado en Barcelona.
En el 25 aniversario del Programa Erasmus, fue elegida para contar su experiencia entre las 25 historias de estudiantes recopiladas en la publicación Erasmus, 25 años cambiando vidas, un antes y un después, con motivo de esta conmemoración.